# L'ombra del lupo (film)
L'ombra del lupo è un film del 2018 diretto da Alberto Gelpi.

## Trama
Nico è un poliziotto violento che dopo un periodo di lontananza torna nel suo paese per dare l'ultimo saluto alla madre. Durante la sua permanenza vengono ritrovati dei cadaveri mutilati nel bosco. La polizia comincia a pensare che sia stato un lupo.

## Distribuzione
Il film è stato presentato il 2 novembre 2018 al Trieste Science+Fiction Festival ed è stato distribuito nel 2020 da Amazon Prime Video.